# Cyclotella
Cyclotella ist eine Gattung der Kieselalgen (Bacillariophyta) mit etwa 100 Arten, die in Süß- und Salzwasser vorkommen. 

## Merkmale
Cyclotella ist eine zentrische Kieselalge. Die Einzelzellen haben die für Kieselalgen typische Schale aus zwei Theken. Diese ist in der Seitenansicht rechteckig, in Schalenansicht kreisrund. Die Zellen sind unbeweglich. Sie haben einen zentralen Zellkern und etliche randständige, linsenförmige Plastiden, die durch Fucoxanthin goldbraun gefärbt sind.
Die Größe der Zellen beträgt 4 bis 40 Mikrometer. Die Zellwand ist in Schalenansicht mit radialen Ornamenten versehen. An den Rändern der Schale sitzen lange, feine Borsten aus Chitin, sie dienen als Schwebefortsätze. Manchmal sind einige Zellen durch Gallerte miteinander verbunden. 
Die ungeschlechtliche Fortpflanzung erfolgt durch die typische Zweiteilung der Kieselalgen, die zur Verkleinerung der Zellen führt. Geschlechtliche Fortpflanzung erfolgt durch die für zentrische Kieselalgen charakteristische Oogamie. Im Anschluss daran und im Verlauf der Auxosporenbildung vergrößern sich die Zellen. 

## Vorkommen
Cyclotella kommt in stehenden Gewässern vor. Der Nährstoffgehalt spielt dabei keine Rolle. Sie leben sowohl schwebend (Plankton) wie auch am Boden (Benthos).

## Belege
- Karl-Heinz Linne von Berg, Michael Melkonian u. a.: Der Kosmos-Algenführer. Die wichtigsten Süßwasseralgen im Mikroskop. Kosmos, Stuttgart 2004, ISBN 3-440-09719-6, S. 208.